# ابراهیم بویوک‌آک
ابراهیم بویوک‌آک (انگلیسی: İbrahim Büyükak؛ زادهٔ ۲۰ اوت ۱۹۸۳) ستون‌نویس، بازیگر، فیلم‌نامه‌نویس، کارگردان، کمدین، مجری تلویزیون اهل ترکیه است.